# مردی از تهران
مردی از تهران فیلمی به کارگردانی و نویسندگی فاروق عجرمه محصول سال ۱۳۴۵ است.

## خلاصه داستان
پلیس ایران مأموری را برای همکاری با پلیس بین‌المللی به خارج از کشور می‌فرستد تا یک باند خطرناک را شناسایی کرده و گرفتارشان کند…

## بازیگران
- محمدعلی فردین
- فروزان
- صباح
- سعید مغربی